# Aphantopus sibiricus
Aphantopus sibiricus är en fjärilsart som beskrevs av Obraztsov 1936. Aphantopus sibiricus ingår i släktet Aphantopus och familjen praktfjärilar. Inga underarter finns listade i Catalogue of Life.